# Neiwa
Die Neiwa (russisch Не́йва; früher auch Невья, Newja) ist der 294 km lange linke Quellfluss der Niza am Ostrand des Ural in Russland.

## Verlauf
Die Neiwa entspringt in einer Höhe von etwa 380 m an der Ostflanke des Mittleren Ural, knapp 50 Kilometer nordwestlich der Millionenstadt Jekaterinburg. Sie fließt zunächst in nördlicher Richtung und durchquert dabei mehrere „Teiche“ (russisch prud), kleinere Stauseen, die ab dem 18. Jahrhundert zu bergbaulichen Zwecken angelegt wurden: den Werch-Neiwinski-Teich (Oberen Neiwa-Teich) bei Werch-Neiwinski, den Rudjansker Teich bei Neiwo-Rudjanka und den Newjansker Teich bei Newjansk.  Später wendet sich der Fluss in östliche bis nordöstliche Richtungen und tritt in das östliche Uralvorland ein, das er in einem relativ engen Tal mit auf weiten Strecken felsigen Ufern durchfließt. Bei Petrokamenskoje durchquert er dabei einen weiteren Stausee, den Petrokamensker Teich. Die Gesamtfläche dieser Seen beträgt 72,4 km². Die Neiwa durchfließt Alapajewsk und vereinigt sich knapp 40 Kilometer östlich der Stadt mit dem etwas kleineren, von rechts kommenden Resch zur Niza, einem Nebenfluss der Tura, die weiter über Tobol, Irtysch und Ob dem Nordpolarmeer zufließt.
Die Neiwa hat keine größeren Nebenflüsse, es mündet aber eine große Zahl von Bächen ein, die teilweise in der Bergbaugeschichte der Region eine Rolle spielten, wie die Alapaicha in Alapajewsk und die Sinjatschicha unterhalb von Nischnjaja und Werchnjaja Sinjatschicha (beide von links).

## Hydrographie
Das Einzugsgebiet der Neiwa umfasst 5600 km². Am Unterlauf ist sie mehr als 50 Meter breit und etwa 1,5 Meter tief; die Fließgeschwindigkeit beträgt dort 0,4 m/s.
Die mittlere Abflussmenge am Unterlauf bei Alapajewsk, noch oberhalb der Einmündung der Sinjatschicha, beträgt 10 m³/s. Bei Tscheremschanka am oberen Mittellauf, 172 km von der Mündung entfernt, beträgt sie im Jahresmittel noch 6,46 m³/s mit einem Minimum von 2,2 m³/s im Februar und einem Maximum von 21,9 m³/s im April. Der Fluss gefriert von November bis April.

## Nutzung und Infrastruktur
Die Neiwa ist nicht schiffbar. Der Fluss dient unter Nutzung der alten Bergbauteiche der Wasserversorgung von Industrie und Bevölkerung.
Der Oberlauf des Flusses wird mehrmals von der Eisenbahnstrecke Perm – Nischni Tagil – Jekaterinburg überquert, der ehemaligen Ural-Bergwerksbahn. Bei Newjansk kreuzt auch die auf diesem Abschnitt autobahnähnlich ausgebaute Regionalstraße R352 von Jekaterinburg über Nischni Tagil nach Serow den Fluss. Im Alapajewsk überquert ihn die Bahnstrecke Serow – Bogdanowitsch.